# Homo helmei
Homo helmei — назва виду людей, запропонована для плейстоценових гомінідів, що мають перехідні характеристики між Homo heidelbergensis і Homo sapiens. Підставою для виділення нового виду послужила знахідка Томасом Ф. Дрейером в 1932 р. черепа в  південноафриканському місцезнаходженні Флорісбад (провінція Фрі-Стейт), що відрізняється мозаїкою перехідних рис. Спочатку вік знахідки оцінили в 40 тис. років, але в 1996 році вік був уточнений — 259 тис. років.
Крім черепа з Флорісбада, до Homo helmei відносять низку інших африканських знахідок: Еліе Спрінгс KNM-ES 11693 (Кенія), LH18 (Летолі 18, або Нгалоба), Ілерет KNM -ER 3884 (Гуомде, Кенія), Омо-2 (Ефіопія), Ірхуд-1 (Марокко), череп з Сінгу (Судан), знахідки з Хауа Фтеах (Лівія), Мугарет ель Алія (Марокко) і Діре-Дауа (Ефіопія).
С. МакБрерті і А. Брукс припускають, що еволюція роду Homo в Африці пройшла три стадії: Homo erectus / ergaster>Homo helmei> Homo sapiens.
Також до Homo helmei іноді відносять неафриканські знахідки: Понтневідд (Уельс), Ерінгсдорф (Німеччина), Зуттіе (Ізраїль), Нармада (Індія), Маба, Далі, Цзіннюшан (Китай).
Американські антропологи Б. Вуд і М. Коллард зближують череп з Флорісбаду з  родезійською людиною з Кабве і відносять його до виду Homo heideldergensis.

### Ресурси Інтернету
- Гейдельберзька людина, можливо, була спільним предком людей і неандертальців
- Homo helmei Dreyer, 1935 еволюційні і таксономічні аспекти [Архівовано 7 травня 2014 у Wayback Machine.] — Антропогенез. РУ